# David Diosa
David Diosa (Medellín, Colombia; 4 de diciembre de 1992) es un futbolista que juega de defensa, mediocampista o delantero y actualmente juega en el Richmond Kickers de la USL League One.

## Biografía
Se trasladó desde Colombia a Queens, Nueva York con su madre y su hermana en 2002.

## Trayectoria

### Inicios
En 2010, Diosa fue miembro del equipo de la Academia Cosmos de Nueva York Sub-18. Diosa anotó el primer gol cuando marcó para el equipo Sub-18 en un partido de la Academia de Desarrollo de US Soccer en contra de Connecticut South Central Premier. Diosa también anotó en un partido contra Newtown Pride FC.
En 2011, fue miembro del Cosmos de Nueva York Sub-23 que participó en la Liga Premier de Desarrollo

### New York Cosmos
Diosa firmó con el New York Cosmos (2010) el 5 de julio de 2013 y debutó como profesional en la victoria del Cosmos 1-0 sobre Atlanta el 2 de noviembre de 2013, cuando jugó 38 minutos como sustituto.
Diosa anotó su primer gol como profesional el 30 de agosto de 2014 en el empate 2-2 del equipo en Indy Once. Diosa terminó la temporada 2014 con un gol y una asistencia en nueve partidos con el equipo

## Clubes
| Club                 | País           | Año         |
| -------------------- | -------------- | ----------- |
| New York Cosmos      | Estados Unidos | 2013 - 2016 |
| Oklahoma City Energy | Estados Unidos | 2017        |
| New York Cosmos      | Estados Unidos | 2017        |
| Real Monarchs        | Estados Unidos | 2018        |
| New York Cosmos      | Estados Unidos | 2019        |
| Richmond Kickers     | Estados Unidos | 2020        |

## Estadísticas
| Club                           | Div           | Temporada     | Liga  | Liga  | Copas nacionales | Copas nacionales | Torneos internacionales | Torneos internacionales | Total | Total | Media goleadora |
| Club                           | Div           | Temporada     | Part. | Goles | Part.            | Goles            | Part.                   | Goles                   | Part. | Goles | Media goleadora |
| ------------------------------ | ------------- | ------------- | ----- | ----- | ---------------- | ---------------- | ----------------------- | ----------------------- | ----- | ----- | --------------- |
| New York Cosmos Estados Unidos |               |               |       |       |                  |                  |                         |                         |       |       |                 |
| 1.ª                            | 2013          | 1             | 0     | 0     | 0                | 0                | 0                       | 1                       | 0     | 0,0   |                 |
| 1.ª                            | 2014          | 9             | 1     | 0     | 0                | 0                | 0                       | 9                       | 1     | 0,11  |                 |
| 1.ª                            | 2015          | 5             | 0     | 0     | 0                | 0                | 0                       | 5                       | 0     | 0,0   |                 |
| 1.ª                            | 2016          | 24            | 3     | 1     | 0                | 0                | 0                       | 25                      | 3     | 0,12  |                 |
| 1.ª                            | 2017          | 1             | 0     | 0     | 0                | 0                | 0                       | 1                       | 0     | 0,0   |                 |
| Total club                     | Total club    | 40            | 4     | 1     | 0                | 0                | 0                       | 41                      | 4     | 0,11  |                 |
| Total carrera                  | Total carrera | Total carrera | 40    | 4     | 1                | 0                | 0                       | 0                       | 41    | 4     | 0,11            |

## Palmarés

### Campeonatos nacionales
| Título                           | Club              | País           | Año  |
| -------------------------------- | ----------------- | -------------- | ---- |
| Fall Season                      | New York Cosmos   | Estados Unidos | 2013 |
| Soccer Bowl                      | New York Cosmos   | Estados Unidos | 2013 |
| North Atlantic Conference (NPSL) | New York Cosmos B | Estados Unidos | 2015 |
| Northeast Region (NPSL)          | New York Cosmos B | Estados Unidos | 2015 |
| NPSL                             | New York Cosmos B | Estados Unidos | 2015 |
| NASL                             | New York Cosmos   | Estados Unidos | 2015 |
| Woosnam Cup                      | New York Cosmos   | Estados Unidos | 2015 |
| Soccer Bowl                      | New York Cosmos   | Estados Unidos | 2015 |
| NASL                             | New York Cosmos   | Estados Unidos | 2016 |